# Geek-код
Geek-код — способ самоидентификации пользователей в обезличенных виртуальных мирах. Специально разработанная система кодирования персональной информации о пользователе, своего рода «ультра-компактная электронная визитная карточка».
Прочитав письмо, снабжённое geek-кодом, читатель может сделать вывод об авторе письма, его возрасте, сфере деятельности, его территориальном расположении и многих других факторах, в том числе опосредованно и о компетенции, и, уже на основе этой информации, более объективно оценивать излагаемую автором информацию.
Наибольшее распространение получил в своё время в сети FidoNet. В Интернете может использоваться в качестве стандартной подписи в e-mail переписке или форумах, вместо шаблонных фраз «С уважением», или распространённых подписей юмористической направленности.
Формат описания geek-кода чем-то схож с методом шифровки ответов в тесте Роршаха (психология).
Название «geek-код» происходит от старого варианта жаргонного слова «гик» (англ. geek) — эксцентричный человек, одержимый технологиями, в том числе компьютерными.
Список существующих (в том числе локализованных для России) geek-кодов:
- B5Gid [Vasiliy Stashkevich (Василий Сташкевич)];
- Furrcode [Ross Smith, Sandy (Fox) Lazevsky (Росс Смит, Сэнди Фокс Лазевски)];
- Geek Code [Robert A. Haiden (Роберт А. Хэйден)];
- GothCode [Peter Caffin (Питер Каффен)];
- HumanPIN, HumanID [Alexander Shahov (Александр Шахов)];
- Moonie-code [Tolaris (Толарис)];
- Phainocode (бывш. Geek-R) [Marinais (Маринаис)];
- RGFcode [Vasiliy Stashkevich (Василий Сташкевич)];
- UserInfo [Kasper В.Graversen (Каспер Б. Граверсен)].

Пример geek-кода, одной из модификаций:
```
  Phaino 4.11 _BD-L+=1P-S-Tx*=1 b011279 PC9353 netF com2 msg2$< ech3 osD$W>L Eg1
  pub4 USA2 god1 (c)1 hak45+ xsc4 UFO4=1< PsyINTP/INTJm mus01 TV2 gam01 hum2
  lab25355 lib11-44 edu45 lng3>eo=1< co1< arg4< petacq;
```

Ещё пример:
```
  HumanID08: Василий Пупкин/Cn010180/ru77/SE,1C,IT/aW/uLMHeconomy/Re/Cu/M1b/CO/icq1234567.
```

Под соответствующие стандарты разрабатывалось специализированное программное обеспечение, которое помогало генерировать и расшифровывать geek-коды, однако, ознакомившись с описанием формата, пользователь в состоянии «прочитать» код и без специального программного обеспечения.